# Enicospilus vilmari
Enicospilus vilmari là một loài tò vò trong họ Ichneumonidae.